# Achaea seyrigi
Achaea seyrigi is een vlinder van de familie van de spinneruilen (Erebidae). De wetenschappelijke naam van deze soort is voor het eerst voorgesteld door Paul Griveaud in een publicatie uit 1981.
De soort komt voor op Madagaskar.